# Tkanki okołowierzchołkowe
Tkanki okołowierzchołkowe – tkanki kostne otaczające otwór wierzchołkowy (mały otwór w korzeniu zęba, poprzez który miazga łączy się z kością, z której dochodzi do niej krew ze wszystkimi niezbędnymi składnikami). W przypadku złego, czyli nieszczelnego lub niepełnego wypełnienia kanałów w zębie oraz w przypadku amputacyjnego leczenia zęba bakterie bytujące w kanałach przenikają w okolice kości pod zębem i dochodzi do destrukcji tych tkanek. Diagnostyka zmian bazuje na zdjęciach RTG, na których widać "ciemne plamy" (jest to słabo wysycona tkanka kostna) wokół korzeni. Często pierwszym objawem jest ból przy zagryzaniu. Tkanki okołowierzchołkowe mają dużą zdolność regeneracji, po prawidłowym ponownym przeleczeniu zęba kanałowo pełne wysycenie tkanek można zaobserwować na RTG już w 6 miesięcy po zabiegu. Czasem na pełny efekt trzeba czekać dłużej, zależy to od wielkości zmian i od możliwości organizmu do regeneracji.